# Парижская площадь (Берлин)

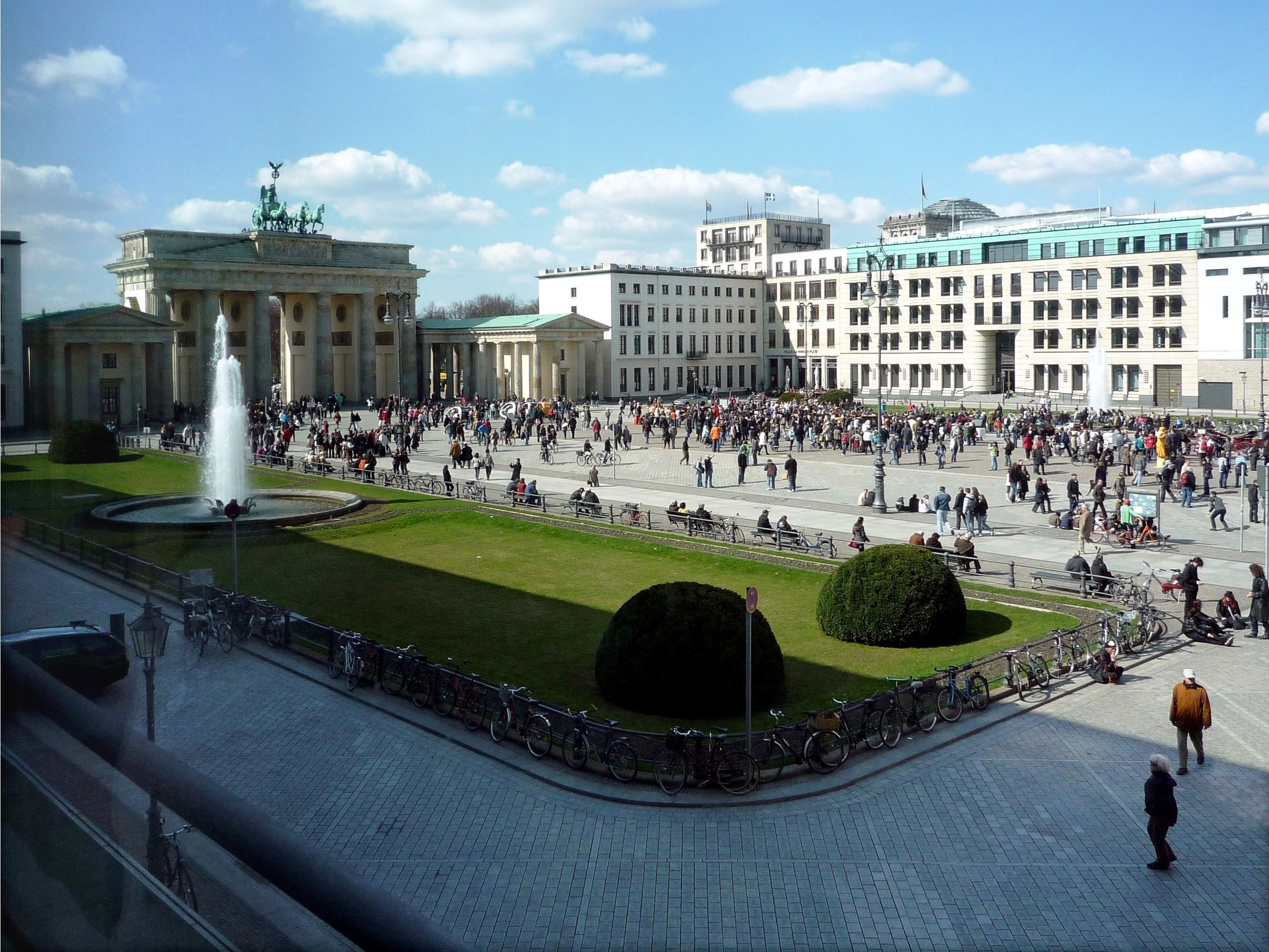
Парижская площадь и Бранденбургские ворота. Вид от отеля «Адлон»

Парижская площадь (Паризер-плац, нем. Pariser Platz) — известная площадь в центре Берлина. Занимающая около 1½ га площадь квадратной формы находится в историческом квартале Доротеенштадт в районе Митте центрального округа германской столицы.
Расположенная с восточной стороны Бранденбургских ворот, Парижская площадь венчает бульвар Унтер-ден-Линден и является панданом к расположенной по другую сторону ворот площади 18 Марта, где заканчивается пересекающая Большой Тиргартен улица 17 Июня.
С 1945 года и вплоть до объединения страны в 1990 году Парижская площадь находилась в непосредственной близости от границы, разделявшей Западный и Восточный Берлин, а после возведения в 1961 году Берлинской стены входила в состав пограничных сооружений и была закрыта для передвижения транспорта и пешеходов.

## История

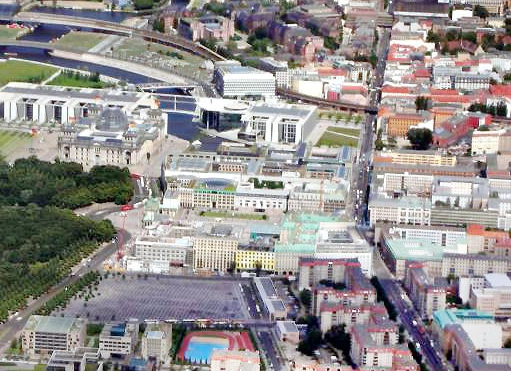
Вид на площадь с высоты птичьего полёта

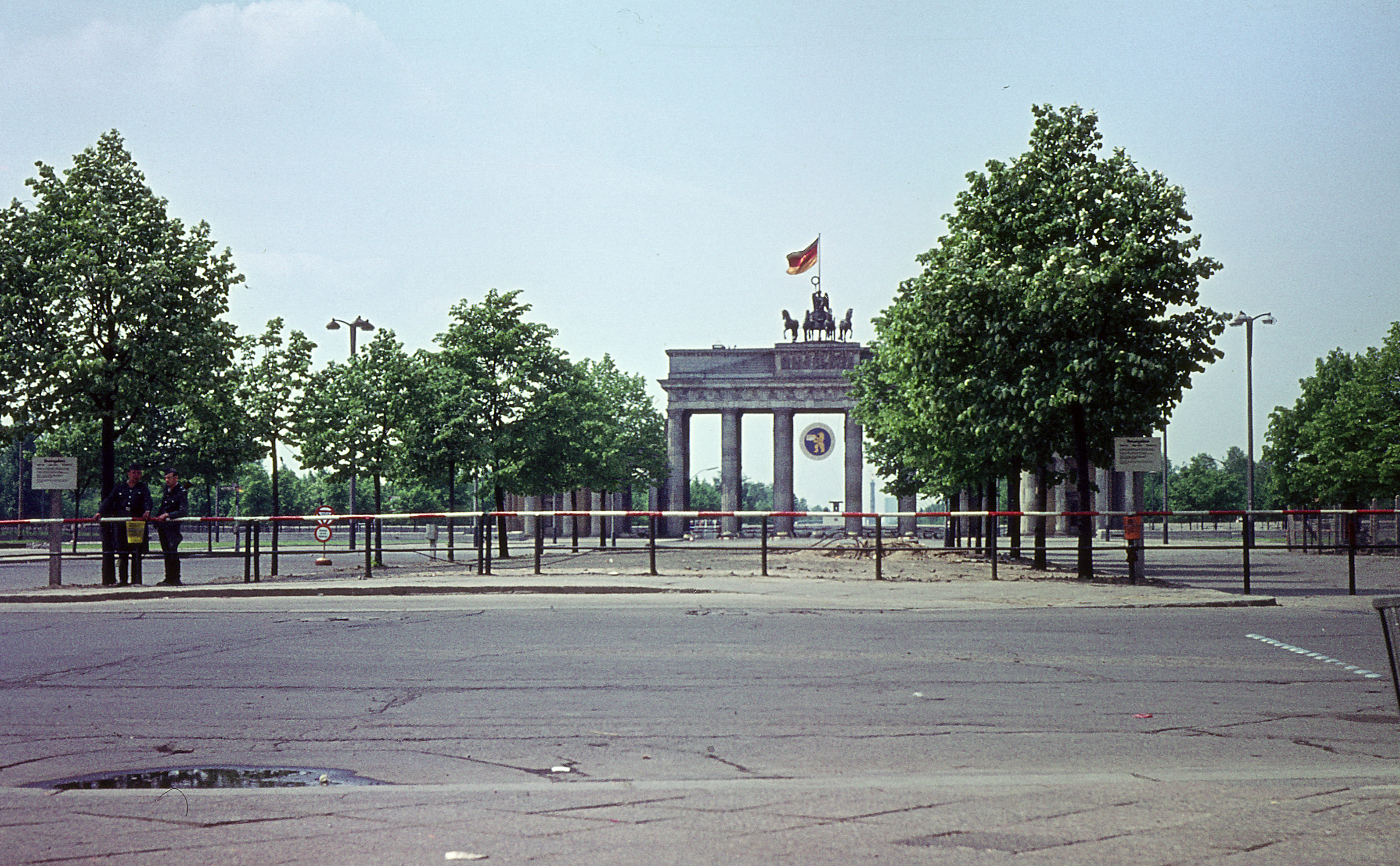
Парижская площадь. 1964

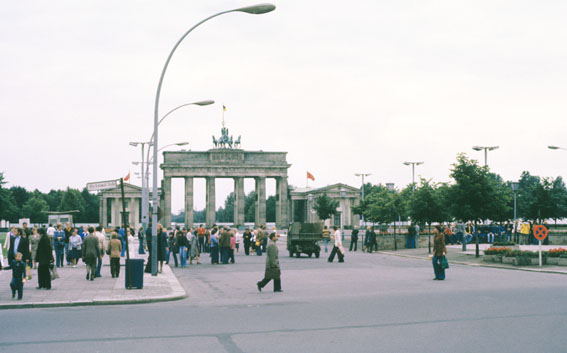
К Бранденбургским воротам со стороны ГДР близко подходить не разрешалось. Июнь 1977

Парижская площадь была заложена в 1732—1734 годах и застроена несколькими дворцами при Фридрихе Вильгельме I в ходе второй барочной застройки Берлина. Первое название площади «Четырёхугольник» незамысловато объяснялось её формой. Появившиеся одновременно с Парижской площадью Лейпцигская площадь носила первоначально название «Восьмиугольник», а нынешняя площадь Меринга — «Ротонда».
Своё нынешнее название площадь получила в 1814 году в честь взятия Парижа прусскими войсками в ходе Наполеоновских войн. Начиная с 1850 года застройка площади приведена к единому архитектурному стилю — классицизму.
Во Вторую мировую войну площадь была разрушена. В послевоенные годы все развалины на площади за исключением остатков Академии художеств были полностью разобраны. Лишь в 1993 году после падения Берлинской стены началось восстановление единого ансамбля площади. Сенат Берлина установил критерии восстановления архитектурного ансамбля площади, которыми в частности устанавливалось, что максимальная высота зданий на площади ограничивалась 22 м, а облицовка фасадов должна производиться натуральным камнем. Сочетание исторических объектов и современных методов строительства было призвано напомнить о золотом веке площади.